# Droga krajowa nr 107 (Kostaryka)
Droga krajowa nr 107 (hiszp. Ruta Nacional Secundaria 107/Ruta 107) – jedna z dróg krajowych w Kostaryce. Znajduje się ona w prowincji Alajuela.

## Opis
W prowincji Alajuela droga krajowa nr 107 przebiega przez kanton Alajuela (dystrykty Sabanilla, Tambor), kanton Grecia (dystrykt Grecia, San Isidro, San José) i kanton Poás (dystrykt San Pedro de Poás, San Juan, San Rafael).